# Countdown Grand Prix 1998
Die Deutsche Vorentscheidung zum Eurovision Song Contest zum Eurovision Song Contest 1998 fand am 26. Februar 1998 unter dem Titel Countdown Grand Prix 1998 in der Bremer Stadthalle statt. Wie in den Vorjahren war der Norddeutsche Rundfunk für die Organisation verantwortlich. Moderatoren der Sendung waren Axel Bulthaupt und Nena.

## Teilnehmerfeld & Ergebnis
| Platz | Startnr. | Interpret              | Titel Musik (M) und Text (T)                                                  | Stimmen |
| ----- | -------- | ---------------------- | ----------------------------------------------------------------------------- | ------- |
| 01.   | 06       | Guildo Horn            | Guildo hat euch lieb M/T: Alf Igel                                            | 61,8 %  |
| 02.   | 07       | Rosenstolz             | Herzensschöner M: Peter Plate; T: Peter Plate, AnNa R.                        | 10,6 %  |
| 03.   | 10       | Die drei jungen Tenöre | Du bist ein Teil von mir M/T: Jörg Evers                                      | 10,1 %  |
| 04.   | 09       | Fokker                 | Gel-Song (kleine Melodie) M/T: Fokker                                         | –       |
| 05.   | 04       | Diana & Wind           | Lass die Herzen sich berühren M/T: Peter Weigel, Dave Tchorz, Andreas Lebbing | –       |
| 06.   | 02       | Ballhouse              | Can Can M: Ralph Siegel; T: Bernd Meinunger                                   | –       |
| 07.   | 08       | Köpenick               | Carneval M: Ralph Siegel; T: Bernd Meinunger                                  | –       |
| 08.   | 05       | Sharon                 | Kids M: Ralph Siegel; T: Bernd Meinunger                                      | –       |
| 09.   | 01       | Shana                  | Es regnet nie in Texas M: Franz Troja; T: Klaus Hirschburger                  | –       |
| 10.   | 03       | Maria Perzil           | Freut euch! M: Markus Krüger, Dirk Schelpmeier T: Dirk Schelpmeier            | –       |

## Abschneiden des deutschen Beitrags beim Grand Prix 1998
Beim Eurovision Song Contest 1998 in Birmingham wurde Guildo Horn Siebter.